# Peel-Sud
Pour les articles homonymes, voir Peel.
Peel-Sud (aussi connue sous le nom de Mississauga) fut une circonscription électorale fédérale de l'Ontario, représentée de 1968 à 1979.
La circonscription de Peel-Sud a été créée en 1966 d'une partie de Peel. La circonscription fut renommée Mississauga en 1973. Abolie en 1976, elle fut redistribuée parmi Brampton—Halton Hills, Mississauga-Nord et Mississauga-Sud.

## Géographie
En 1966, la circonscription de Peel-Sud comprenait:
- Dans le comté de Peel
  - Le canton de Toronto
- Dans la région métropolitaine de Toronto
- L'ouest de la rivière Etobicoke

## Députés
1. 1968-1972 — Hyl Chappell, PLC
2. 1972-1974 — Don Blenkarn, PC
3. 1974-1979 — Tony Abbott, PLC

- PC = Parti progressiste-conservateur
- PLC = Parti libéral du Canada